# Уссурийская отдельная конная бригада
Уссурийская отдельная конная бригада (с 1915 — Уссурийская конная дивизия) — кавалерийское соединение в составе российской императорской армии
Штаб бригады: Никольск-Уссурийск. Входила в 1-й Сибирский армейский корпус.

## История бригады

### Формирование
- 1906-18.12.1915 — Уссурийская отдельная конная бригада
- 18.12.1915 — Развернута в Уссурийскую конную дивизию

### Боевые действия
Бригада являлась отборным мобильным соединением русской армии, способным решать самый широкий спектр боевых задач. В июне 1915 г. результативно действовала в Прибалтике - в районе местечка Попеляны. В июле - начале августа 1915 г. бригада - участница Митаво-Шавельской операции 1915 г. Бригада отличилась в ходе Виленской операции в августе - сентябре 1915 г.

## Состав бригады

### До марта 1914
- Приморский драгунский короля датского Христиана IX полк
- 1-й Нерчинский казачий полк Забайкальского казачьего войска
- Уссурийский казачий дивизион
- 1-й конно-горный артиллерийский дивизион

### До 18 декабря 1915 год
- Приморский драгунский короля датского Христиана IX полк
- 1-й Нерчинский казачий полк Забайкальского казачьего войска
- Уссурийский казачий полк
- 1-й конно-горный артиллерийский дивизион

### До марта 1916
- 1-я бригада
  - Приморский драгунский короля датского Христиана IX полк
  - 1-й Нерчинский казачий полк Забайкальского казачьего войска
- 2-я бригада
  - 1-й Амурский казачий генерал-адъютанта графа Муравьёва-Амурского полк
  - Уссурийский казачий полк
- 1-й конно-горный артиллерийский дивизион

### На 1917 год
- 1-я бригада
  - Приморский драгунский короля датского Христиана IX полк
  - 1-й Нерчинский казачий полк Забайкальского казачьего войска
- 2-я бригада
  - 1-й Амурский казачий генерал-адъютанта графа Муравьёва-Амурского полк
  - Уссурийский казачий полк
  - Уссурийский конный дивизион
- 1-й конно-горный артиллерийский дивизион
- Амурская казачья батарея

## Командование бригады

### Начальники бригады
- 26.05.1897-15.03.1904 — генерал-майор Крыжановский, Николай Николаевич
- 15.03.1904-02.09.1904 — генерал-майор Самсонов, Александр Васильевич
- 05.11.1904-14.08.1906 — генерал-майор Павлов, Георгий Андреевич
- 08.08.1906-10.07.1907 — генерал-майор Калитин, Пётр Петрович
- 10.07.1907-26.01.1912 — генерал-майор Толмачёв, Владимир Александрович
- 19.02.1912-05.02.1915 — генерал-майор Киселёв, Леонид Петрович
- 27.03.1915-08.12.1915 — генерал-майор Крымов, Александр Михайлович

### Начальники штаба
- хх.хх.хххх-23.03.1908 — подполковник Михайловский
- 28.06.1908-24.07.1913 — подполковник (с 06.12.1908 полковник) Эзеринг, Карл Иванович
- 24.07.1913-01.10.1914 — полковник Петерс, Константин Карлович
- 16.01.1915-22.03.1915 — и. д. полковник Петерсон, Вольдемар-Александр Карлович
- 22.03.1915-19.01.1916 — подполковник Леонтьев, Михаил Евгеньевич

## Командование дивизии

### Начальники дивизии
- 08.12.1915-07.04.1917 — генерал-майор Крымов, Александр Михайлович
- 23.01.1917-? — врид генерал-майор барон Врангель, Пётр Николаевич
- 07.05.1917-07.10.1917 — генерал-майор Губин, Александр Александрович
- 22.10.1917-12.1917 — генерал-майор Хрещатицкий, Борис Ростиславович

### Начальники штаба
- 19.01.1916-03.08.1916 — подполковник Леонтьев, Михаил Евгеньевич
- 03.08.1916-16.03.1917 — и. д. подполковник Самарин, Сергей Николаевич
- 03.04.1917-22.07.1917 — и. д. подполковник Полковников, Георгий Петрович
- 28.08.1917 — подполковник Дементьев
- 1917 — полковник Полковников, Георгий Петрович

### Командиры 1-й бригады
- 19.01.1917-23.01.1917 — генерал-майор барон Врангель, Пётр Николаевич

### Командиры 2-й бригады
- 24.12.1916-19.01.1917 — полковник (с 13.01.1917 генерал-майор) барон Врангель, Пётр Николаевич

### Командиры 1-го конно-горного артиллерийского дивизиона
- 01.01.1899-22.12.1900 — полковник П. М. Хитрово
- 11.01.1901-26.09.1905 — полковник В. В. Коломейцев
- 14.10.1905-01.01.1907 — полковник Г. Р. Венцкович
- 18.01.1907-07.04.1908 — полковник К. И. Хоменко
- 27.04.1908-28.09.1909 — полковник А. В. Малышев
- 23.10.1909-29.05.1912 — полковник Столбин, Борис Иванович
- 30.06.1912-28.11.1913 — полковник Л. В. Григорьев
- 28.11.1913-11.05.1916 — полковник Кивекэс, Карл-Эдуард Карлович
- 28.05.1916-02.09.1916 — полковник Богалдин, Александр Петрович
- 14.09.1916 — полковник Ширинкин, Лев Львович
- ?-09.1918 — полковник Фок, Анатолий Владимирович